# 1993 au Maroc
Chronologie du Maroc
- 1989
- 1990
- 1991
- 1992
- 1993
- 1994
- 1995
- 1996
- 1997

Cet article présente les faits marquants de l'année 1993 au Maroc ou relatifs au Maroc.

## Événements
- 3 février : loi instituant l'ordre des experts-comptables[1].
- 25 juin : Élections législatives.
- 30 août : inauguration à Casablanca  de la mosquée Hassan II  après sept années de construction.
- Création d'Attajdid, quotidien généraliste du Parti de la justice et du développement, d'expression arabe.

## Naissances
- 2 janvier : Mohammed El Amraoui, footballeur.
- 5 janvier : Ibrahim Najm Eddine, footballeur.
- 8 janvier : Adnane El Assimi, footballeur.
- 20 février : Abdelkabir El Ouadi, footballeur.
- 27 février : Abdelati El Guesse, athlète, spécialiste du 800 mètres.
- 12 mars : Fawzi Ouaamar, footballeur.
- 6 avril : Youssef El Omari, footballeur.
- 10 mai : Hamza Sahli, athlète.
- 12 mai : Hamza Asrir, footballeur.
- 15 juin : Abdelhaq Nadir, boxeur.
- 4 juillet : Imad Bassou, judoka.
- 6 juillet : Hamza El Barbari, boxeur.
- 13 juillet : Mohamed Rabii, boxeur.
- 4 août : Hajiba Enhari, taekwondoïste.
- 24 août : Mustapha Sahd, footballeur.
- 30 août : Soufiyan Bouqantar, athlète, spécialiste des courses de fond.
- 2 septembre : Sofian Chakla, footballeur.
- 18 septembre : Manal, chanteuse et auteure-compositrice de pop.
- 14 septembre : Ramzi Boukhiam, surfeur.
- 15 septembre : Moha Rharsalla, footballeur.
- 17 septembre : Sofiane Boufal, footballeur.
- 13 octobre : Soukaina Zakkour, athlète.
- 15 octobre : Anas El Asbahi, footballeur.
- Date précise inconnue ou non renseignée :
  - Soukaina Fahsi, compositrice et chanteuse.

## Décès
- 11 juillet : Mohammed ibn Mohammed Alami, écrivain et poète, né en 1932.
- 23 août : Mohamed Aziz Lahbabi, philosophe, romancier et poète, né le 25 décembre 1922.
- 20 novembre : Mohamed Zniber, historien, écrivain et nationaliste, né le 3 août 1923.
- Date précise inconnue ou non renseignée : 
  - Tahar Ouassou Loudiyi, militaire et homme politique, né en 1924.